# Sam Laidlow
Sam Laidlow (23 de diciembre de 1998) es un deportista francés que compite en triatlón. Ganó dos medallas en el Campeonato Mundial de Ironman, plata en 2022 y oro en 2023.

## Palmarés internacional
| Campeonato Mundial | Campeonato Mundial     | Campeonato Mundial | Campeonato Mundial |
| Año                | Lugar                  | Medalla            | Prueba             |
| ------------------ | ---------------------- | ------------------ | ------------------ |
| 2022               | Hawái (Estados Unidos) | Medalla de plata   | Individual         |
| 2023               | Niza (Francia)         | Medalla de oro     | Individual         |